# Ryžoviště
Ryžoviště är en ort i Tjeckien. Den ligger i den östra delen av landet, 210 km öster om huvudstaden Prag. Ryžoviště ligger 596 meter över havet och antalet invånare är 654.
Terrängen runt Ryžoviště är varierad. Runt Ryžoviště är det ganska glesbefolkat, med 25 invånare per kvadratkilometer. Närmaste större samhälle är Bruntál, 14,7 km nordost om Ryžoviště. Omgivningarna runt Ryžoviště är en mosaik av jordbruksmark och naturlig växtlighet.